# Angel of Death
Az Angel of Death ("A halál angyala") egy dal az amerikai Slayer thrash-metal együttes Reign in Blood című lemezéről. A szintén ugyanezen a lemezen található Raining Blood című dallal együtt a zenekar leghíresebb művének tartják. Jeff Hanneman gitáros szerezte a dalt. A cím Josef Mengele náci orvosra utal, akit borzalmas emberkísérletei miatt a "Halál angyala" néven emlegettek. Az együttes számos turnéján előadta már a számot. A slágerlistákra nem került fel, ennek ellenére is a zenekar egyik leghíresebb dalának számít.